# Талисман (посёлок)
Талисман — посёлок в Нижнетуринском муниципальном округе Свердловской области России.

## Географическое положение
Посёлок Талисман расположен в малонаселённой лесистой местности, в 14 километрах (по дорогам в 24 километрах) к северу от города Нижней Туры, на левом берегу реки Малый Налим (правый приток Тура), в полукилометре от его устья. Добраться до посёлка можно только на личном автотранспорте.

## Население
| 2002 | 2010 |
| ---- | ---- |
| 3    | ↘2   |